# Gileno Amado
Gileno Amado (Estância, 4 de janeiro de 1891 — ?, 25 de julho de 1969) foi um político brasileiro. Exerceu o mandato de deputado federal constituinte pela Bahia em 1934.